# باول فلاورز
باول فلاورز (بالإنجليزية: Paul Flowers)‏ هو لاعب كرة قدم بريطاني، ولد في 7 سبتمبر 1974 في ستيبني في المملكة المتحدة. لعب مع كولتشستر يونايتد.